# 한명련
한명련(韓明璉, ? ~ 1624년 2월 14일)은 조선 중기, 후기의 문신이자 임진왜란 때의 장군이다. 임진왜란이 터지자 자발적으로 의병을 일으켜 왜군과 맞서 싸웠으며, 인조 반정 때 억울하게 체포되었다가 부원수 이괄의 구출을 받고 난에 가담했으나 암살당했다. 문화현 출신으로, 당색으로는 서인이었다.

## 생애
황해도 문화현 출신이다.

### 임진왜란 때의 의병 활동
1592년(선조 25년) 임진왜란이 일어나자 의병을 일으켜 영남 지방에서 적과 싸워 공을 세웠다. 1594년에는 경상 우도의 별장에 제수되어 각지의 진지를 보수, 군대를 훈련시켰다. 1597년 정유재란이 일어났을 때 권율의 지휘 아래 충청도 방어사와 힘을 합쳐 공주에서 적과 싸우다가 부상을 입었다. 왕이 보낸 내의원 의관에게 치료를 받았으며, 양 가죽을 상으로 받기도 하였다.
광해군 때는 순변사(巡邊使)를 역임하였다.
이후 왕의 은혜에 감격하여 왜적과 싸울 때 선봉장으로 출정했다. 정유재란이 모두 종결된 후 관직에 나갔다. 1624년 이괄의 난에 가담했다는 모함을 받고 붙잡혀 가던 도중 이괄의 도움으로 구출되어 한때 반란군에 가담하기도 하였다.
그 뒤 구성부사(龜城府使)로 보임되었다.

### 인조 반정 이후
1624년(인조 2년) 1월 22일 이괄군과 합세하여 군사 1만 2,000명을 동원하여 서울을 향해 진격, 도중에 교묘하게 관군(官軍)과의 교전을 피하면서 2월 9일 무혈 입성하였다. 그러나 이틀만에 난은 패하였고 그는 2월 14일 부하에 의해 암살되었다.

## 기타 참고사항
- 아들 : 한윤

## 같이 보기
- 임진왜란
- 인조반정
- 이괄의 난
- 이괄
- 김류
- 이귀
- 임경업
- 김자점
- 정인홍
- 곽재우

## 참고 문헌
- 선조실록
- 인조실록